# 38 Special (album)
38 Special è il primo album del gruppo musicale omonimo, uscito nell'agosto 1977 per l'etichetta discografica A&M Records.

## Tracce
1. Long Time Gone – 4:02 (Barnes, Carlisi, Lyons, Van Zant)
2. Fly Away – 5:15 (Barnes, Carlisi, Lyons, Van Zant)
3. Around and Around – 3:27 (Chuck Berry)
4. Play A Simple Song – 3:13 (Carlisi, Van Zant)
5. Gypsy Belle – 4:58 (Barnes, Carlisi, Van Zant)
6. Four Wheels – 4:41 (Barnes, Carlisi, Van Zant)
7. Tell Everybody – 4:09 (Barnes, Van Zant)
8. Just Hang On – 5:00 (Barnes, Carlisi, Van Zant)
9. I Just Wanna Rock & Roll – 5:56 (Barnes, Van Zant, Carlisi)

## Formazione
- Donnie Van Zant - voce
- Don Barnes  - chitarra, voce
- Jeff Carlisi  - chitarra
- Larry Junstrom - basso
- Jack Grondin - trombone
- Steve Brookins - batteria